# Christian von Brockdorff
Christian von Brockdorff (* um 1644; † 14. Mai 1710) war ein königlich dänischer Oberst und Chef des Oldenburgischen National Infanterieregiments.

## Leben
Seine Eltern waren der Oberst Detlef von Brockdorff (1600–1670) und dessen Ehefrau Öllegard Katharina, geborene von Rantzau (1625–1675).
Brockdorff wurde im Jahr 1676 Hauptmann im Infanterie-Regiment „Detlev Lütken“. Von dort wurde er in das Leibregiment der Königin versetzt. 1677 lag das Regiment bei Landskrona, dort war er Hauptmann einer Kompanie. Am 11. Dezember 1678 lag Brockdorff noch krank in Glücksburg, aber schon am 17. erhielt er die Ernennung zum Seconde-Major. Am 12. April 1679 war mit seiner Kompanie in Helsingborg. Im Jahr 1682 erhielt er seine Beförderung zum Premier-Major. Am 28. September 1685 wurde er Oberstleutnant und am 14. Mai 1701 Oberst. Während des Jahres 1702 wurde er zum Chef eines Bataillons des Königs, das während des Spanischen Erbfolgekriegs für den deutschen Kaiser in Italien kämpfte. Brockdorff nahm an der Belagerung von Mantua teil und konnte sich bei Sturm am 22. März 1702 auszeichnen, wurde aber auch verletzt. Am 24. März 1703 erhielt er seinen Abschied, da das Regiment aufgelöst wurde. Aber schon am 3. Mai 1704 wurde er zum Chef des Oldenburger National Infanterieregiments ernannt. Am 25. Juni 1706 wurde er auch Interimskommandeur von Oldenburg. Den Posten musste er 1709 abgeben. Er starb am 14. Mai 1710.
Er heiratete 1687 Abel Hedwig von Plessen (* 1665). Sie war die Tochter von Major Siegfried von Plessen aus dem Haus Schulenburg und dessen Ehefrau Hedwig, geborene von Brockdorff. Das Paar hatte mehrere Kinder, darunter:
- Detlef Christian (1694–1744)
- Magdalene Sophie (* 21. Juli 1696)
- Johann Frederik (* 2. April 1700; † 26. Juni 1737)
- Abel Hedwig (* 1702)